# Kacskovics–Bánó-kastély
A Kacskovics–Bánó-kastély Felsőmocsoládon, Somogy vármegyében található.
Az épület feltehetően 1810 és 1814 között épült, miután Vásony Gergely 1723-ban megvásárolta Felsőmocsoládot és Piacos Mernyét. Az otthonukként szolgáló Vásony-kúria az idők múlásával szűkösnek bizonyult a több generációt magában foglaló család számára. A kastély terveit Eszterházy Pál építésze készítette Kacskovics Mihály részére, a terveket cseh kőműves mesterek valósították meg. Az azóta felújított – kastélyszállóként működő – épületben a tetőtéri fagerendák még mindig őrzik kezük munkáját. A továbbépítés – az első világháború után – Bánó Iván irányítása alatt zajlott. E munkálatok során számos új helyiség keletkezett.
Az 1949-ben zajló kollektivizálás során az épület és az azt körülvevő birtok is állami kézbe került. A Bánó család leszármazottai 1997-ben visszavásárolták az épületet, és 10 év alatt helyreállították azt. A két időpont között eltelt közel 50 év alatt az épület működött tsz-irodaként, szociális otthonként, iskolaként és óvodaként is.
Jelenlegi tulajdonosa Mocsai Lajos kézilabdaedző és felesége, Mocsai Virginia, aki a Bánó-család leszármazottja. Miután megvásárolták az épületet, kastélyszállót alakított ki benne.